# Vlag van Hulst

Vlag van de gemeente Hulst

De vlag van Hulst werd voor het eerst op 22 juni 1956 vastgesteld als de gemeentelijke vlag van de toenmalige Zeeuwse gemeente Hulst tot 1 april 1970. Na de gemeentelijke herindeling op 1 april 1970 werd deze vlag opnieuw op 25 juni 1970 vastgesteld als de gemeentelijke vlag. Na de gemeentelijke herindeling op 1 januari 2003 werden twee nieuwe vlaggen ontworpen. Maar uiteindelijk werd de huidige vlag op 18 december 2003 voor de derde keer vastgesteld als de gemeentelijke vlag.
De vlag heeft een hoogte-lengteverhouding van 2:3 en heeft een gele achtergrond met op het midden een gekroonde leeuw in het zwart. De tong en de nagels van de leeuw zijn rood. Dit is overeenkomstig het gemeentewapen.

## Verwante afbeeldingen

Wapen van Hulst
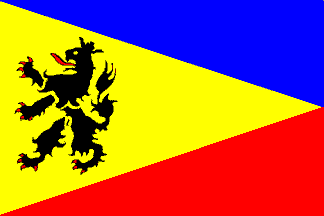
Eerste vlagontwerp (2003)
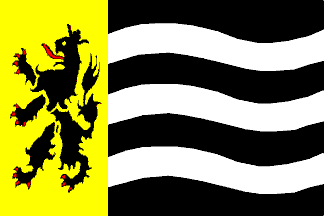
Tweede vlagontwerp (2003)

## Opmerking
De vlag van Hulst lijkt sterk op de vlag van Vlaanderen, maar de leeuw op de vlag van Hulst draagt een kroon. De oorsprong van beide vlaggen is de Vlaamse leeuw.
Borsele 
· Goes 
· Hulst 
· Kapelle 
· Middelburg 
· Noord-Beveland 
· Reimerswaal 
· Schouwen-Duiveland 
· Sluis 
· Terneuzen 
· Tholen 
· Veere 
· Vlissingen